# Ludan (Heiliger)
Ludan oder Ludanus Peregrinus (* im 12. Jahrhundert; † 12. Februar 1202 bei Hipsheim) ist ein Heiliger.

## Leben
Ludan stammte wahrscheinlich aus Schottland. Er soll der Sohn eines schottischen Herzogs namens Hildebold gewesen sein. Nach dessen Tod verteilte er seine Erbschaft unter Arme und stiftete ein Spital. Er starb auf der Heimreise von einer Pilgerfahrt nach Rom und vielleicht auch ins Heilige Land in der Nähe des elsässischen Ortes Hipsheim. Ludan oder Ludanus trägt den Beinamen Confessor. Dass er zu Lebzeiten Bischof gewesen sei, ist eine Theorie, die auf eine mehrdeutige Randbemerkung in einem Martyrologium zurückzuführen ist. Ludan wird als Pilger mit entsprechender Ausrüstung dargestellt.
Sein Grab soll schon ungefähr ab 1300 zum Wallfahrtsziel geworden und im Dreißigjährigen Krieg im Jahr 1632 von Schweden geschändet worden sein. Seitdem befindet sich der Leichnam des heiligen Ludan nicht mehr darin.

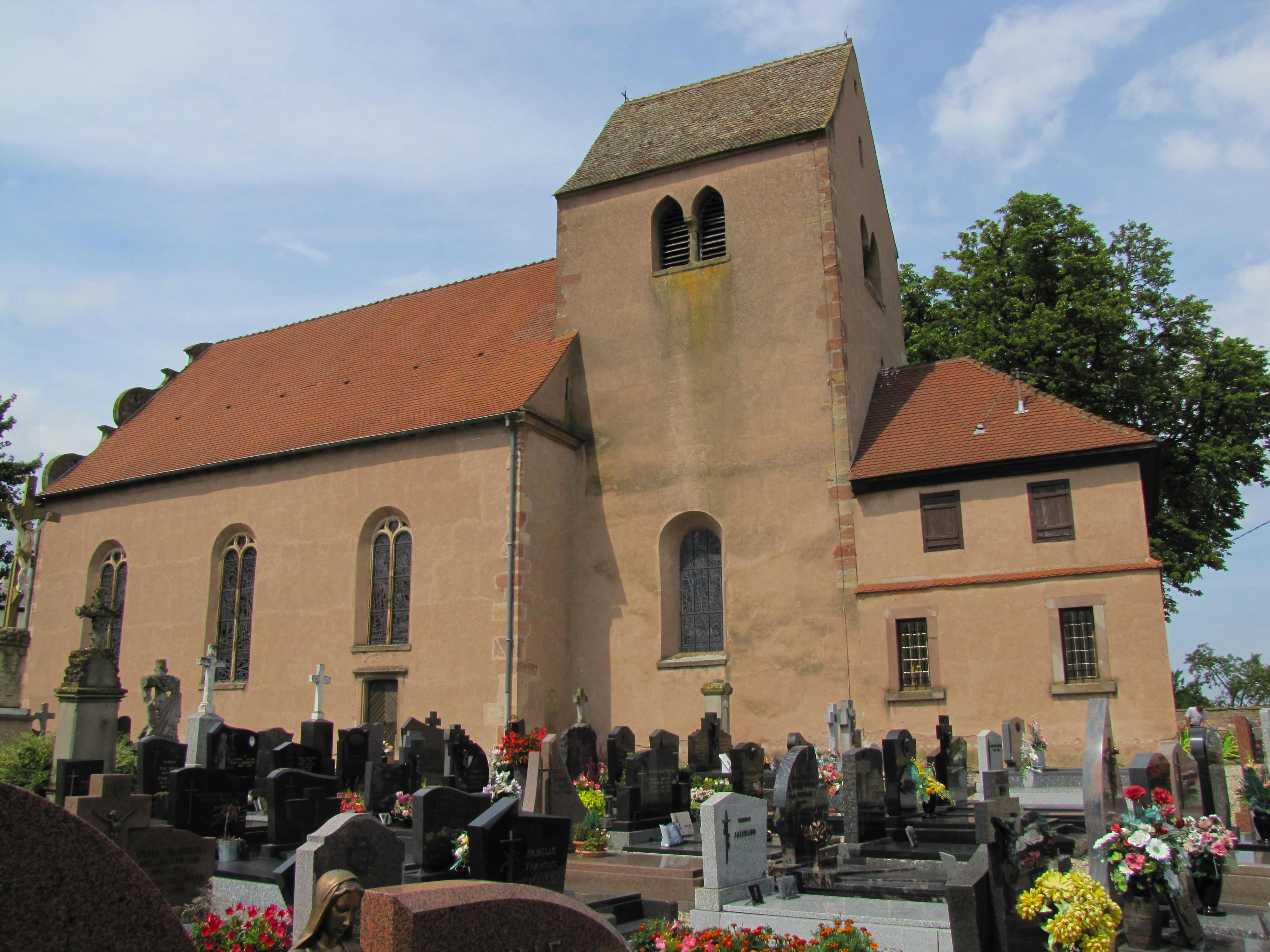
Saint-Ludan bei Hipsheim

## Verehrung
Das Grabmal Ludans in der Scheerkirche bei Hipsheim aus dem Jahr 1492 stammt möglicherweise von Conrat Seyfer; laut Jan Marco Sawilla handelt es sich dabei um die erste Grabanlage, die für den Heiligen errichtet wurde. Auch sei eine Verehrung des Heiligen sowie die Benennung der Scheerkirche als St. Ludan erst für das ausgehende 16. Jahrhundert sicher nachzuweisen. Das am 12. Februar gefeierte Fest Sancti Ludani Confessoris ist laut Sawilla liturgisch erstmals im Proprium des Klosters der Reuerinnen an St. Magdalena in Straßburg von 1627 belegt. Eindeutig als verbindlich in der Diözese Straßburg zu begehendes Fest festgelegt war der Todestag Ludans aber offenbar erst im Ordo divini Officii recitandi Diocesi Argentinensi von 1729 und dann wieder im Rituale Argentinense von 1742. 1846 wurde der Festtag auf den 16. Februar verlegt. Sawilla kommt zu dem Schluss: „Es handelte sich also um einen wahrscheinlich älteren und lokal bedeutsamen Kult, der seinen entscheidenden, bis in die Moderne nicht unterbrochenen Aufschwung allerdings erst im Zeitalter der Aufklärung nahm, in diesem Fall gefördert durch den Auf- und Ausbau der Grabeskirche im Jahr 1723.“